# Thomas Lawinky
Thomas Lawinky (* 3. Oktober 1964 in Magdeburg) ist ein deutscher Schauspieler. Er wurde 2006 bekannt durch einen Theaterskandal nach einem Angriff auf den Kritiker Gerhard Stadelmaier.

## Leben
Lawinky absolvierte von 1988 bis 1992 eine Schauspielausbildung an der Hochschule für Film und Fernsehen Potsdam. Er spielt am Theater vorwiegend in Stücken des Regisseurs Sebastian Hartmann. Im Fernsehen ist er vor allem aus Rollen in Krimiserien bekannt. In den Spielzeiten 2013/14 und 2014/15 gehörte er zum festen Ensemble des Staatstheater Stuttgart unter Armin Petras.

## Übergriff auf Kritiker Gerhard Stadelmaier 2006
Am 16. Februar 2006 besuchte der Theaterkritiker Gerhard Stadelmaier die Premiere des Stücks Das große Massakerspiel oder Triumph des Todes von Eugène Ionesco (Inszenierung: Sebastian Hartmann) am Schauspiel Frankfurt. Im Rahmen der Handlung wurde dieser durch Thomas Lawinky in seine Aktionen eingebunden, indem er Stadelmaier den Notizblock mit dessen Impressionen wegnahm und – nach kurzem Durchblättern bei den Worten: „Mal sehen, was der Kerl da schreibt!“ – wieder zurückgab. Als Stadelmaier die Aufführung daraufhin verließ, rief er ihm noch „Hau ab, du Arsch! Verpiss dich!“ nach. Stadelmaier sah dies als einen Angriff auf seine Rolle als Kritiker und auch seine Person selbst und vertrat diese Einstellung sehr medienoffen nach außen, u. a. am folgenden Tag in der F.A.Z. unter dem Titel Angriff auf einen Kritiker. Als Reaktion darauf kündigte Thomas Lawinky, um seiner Entlassung zuvorzukommen. Infolgedessen entbrannte eine Diskussion innerhalb der deutschen Theaterlandschaft, wobei bekannte Theaterleute auch Partei für den Schauspieler Lawinky ergriffen, so bot zum Beispiel Claus Peymann diesem einen Platz im von ihm geleiteten Berliner Ensemble an.
Im September 2007 spielte er erneut unter Hartmann in dessen Romeo und Julia-Inszenierung am Burgtheater Wien den Pater Lorenzo.

## Zusammenarbeit mit der Stasi ab 1987
In einem Gespräch mit der Süddeutschen Zeitung im März 2006 gab er zu, von August 1987 bis zum Mauerfall unter dem Decknamen „Beckett“ als IM für das DDR-Ministerium für Staatssicherheit gearbeitet zu haben. Dies erzählt er auch sehr offen in dem Kurzfilm Omen aus dem Projekt hamlet X von Herbert Fritsch. Warum er damit kurz nach dem von ihm ausgelösten „Theaterskandal“ unaufgefordert an die Presse ging, beantwortete er im April 2006 gegenüber der taz so: „Seit dem Eklat in Frankfurt habe ich so eine große Öffentlichkeit im Feuilleton, dass ich zu einem Beispiel werden will. Für die Geschichte der DDR und die Geschichte der Bundesrepublik Deutschland.“

## Filmografie
- 1990: Zug in die Ferne
- 1991: Polizeiruf 110: Zerstörte Hoffnung
- 1991: Polizeiruf 110: Thanners neuer Job
- 1992: Sherlock Holmes und die sieben Zwerge – Ein geheimnisvolles Geschenk
- 1994: Polizeiruf 110: Samstags, wenn Krieg ist
- 1994: Hass im Kopf
- 1994: Im Namen des Gesetzes – Endspiel
- 1995: Gegen den Wind – Alles oder nichts
- 1995: Das Versprechen
- 1995: Zu treuen Händen
- 1996: Peter Strohm (2 Folgen)
- 1996: SK-Babies – Kameradenschweine
- 1996: Die Männer vom K3 – Eine saubere Stadt
- 1997: Der Fahnder – Fuß in der Tür
- 1997: Faust – Spaghetti Bolognese
- 1997: Gewagtes Spiel
- 1998: Ein starkes Team – Das Bombenspiel
- 1999: Die rote Meile
- 1999: Gestern ist nie vorbei
- 1999: Im Namen des Gesetzes – Tod und begraben
- 2000: Balko – Kassensturz
- 2001: Tatort: Kindstod
- 2001: Unser Charly – Charly und David allein zuhaus
- 2002–2025: SOKO Leipzig (5 Folgen)
- 2002: Der Pianist
- 2003–2008: Der Alte (5 Folgen)
- 2003: Wolffs Revier – Im Zwielicht
- 2003: Abschnitt 40 – Seelenfrieden
- 2004–2005: Siska (3 Folgen)
- 2005: Stubbe – Von Fall zu Fall – Nina
- 2006: Großstadtrevier – Undercover
- 2006: Die Sitte – Cuba Libre
- 2006: SK Kölsch – K.O.
- 2006: SOKO Wismar – Allein zu Haus
- 2007: Tatort: Die Anwältin
- 2007: Der blinde Fleck
- 2007: Alarm für Cobra 11 – Die Autobahnpolizei – Ausgeliefert
- 2007: Der Kriminalist – Ein ideales Opfer
- 2008: GSG 9 – Ihr Einsatz ist ihr Leben – Alptraum
- 2008: In aller Freundschaft – Kopfüber ins neue Leben
- 2008: Das Duo – Verkauft und verraten
- 2009: SOKO Köln – Das letzte Kölsch
- 2009: Flemming – Der Tag ohne gestern
- 2009: Tatort: Häuserkampf
- 2010: Boxhagener Platz
- 2010: Tatort: Kaltes Herz
- 2010: Tatort: Der Fluch der Mumie
- 2011: Der Verdacht
- 2011: Die Stunde des Wolfes
- 2011: Das unsichtbare Mädchen
- 2012: Alarm für Cobra 11 – Die Autobahnpolizei – Überschall
- 2012: Danni Lowinski – Lesen und Schreiben
- 2012: Tatort: Der Wald steht schwarz und schweiget
- 2012: Wir wollten aufs Meer
- 2012: Zwei Leben
- 2013: Küstenwache – Geschäfte mit dem Tod
- 2013: Die Chefin – Der Fall Seitz
- 2013: Der Kriminalist – Vergeltung
- 2013: Mord in den Dünen
- 2013: Stralsund – Freier Fall (Fernsehserie)
- 2013: Schimanski – Loverboy
- 2015: Notruf Hafenkante – Mattes unter Verdacht
- 2016: Die Ermittler – Nur für den Dienstgebrauch
- 2016: Alarm für Cobra 11 – Die Autobahnpolizei – Risiko
- 2016: Morden im Norden – Im Netz
- 2018: Der Mordanschlag
- 2018: Die Heiland – Wir sind Anwalt – Tödliche Tropfen
- 2018: Kruso
- 2018: SOKO Köln – Außer Dienst
- 2019: Tatort: Zorn
- 2020: Helen Dorn: Atemlos
- 2021: SOKO Potsdam – Taxidriver
- 2021: Notruf Hafenkante – Die weinende Tänzerin
- 2021: Gefangen
- 2021: Polizeiruf 110: An der Saale hellem Strande
- 2021: Tödliche Gier (Fernsehfilm)
- 2021: Blackout (Fernsehserie)
- 2021: Ein starkes Team: Verdammt lang her (Fernsehreihe)
- 2022: Nazijäger – Reise in die Finsternis (TV-Dokudrama)
- 2023: German Crime Story: Gefesselt (Serie)
- 2023: SOKO Wismar – Holz fällt
- 2024: Polizeiruf 110: Der Dicke liebt